# أكسيداز الحمض الأميني D

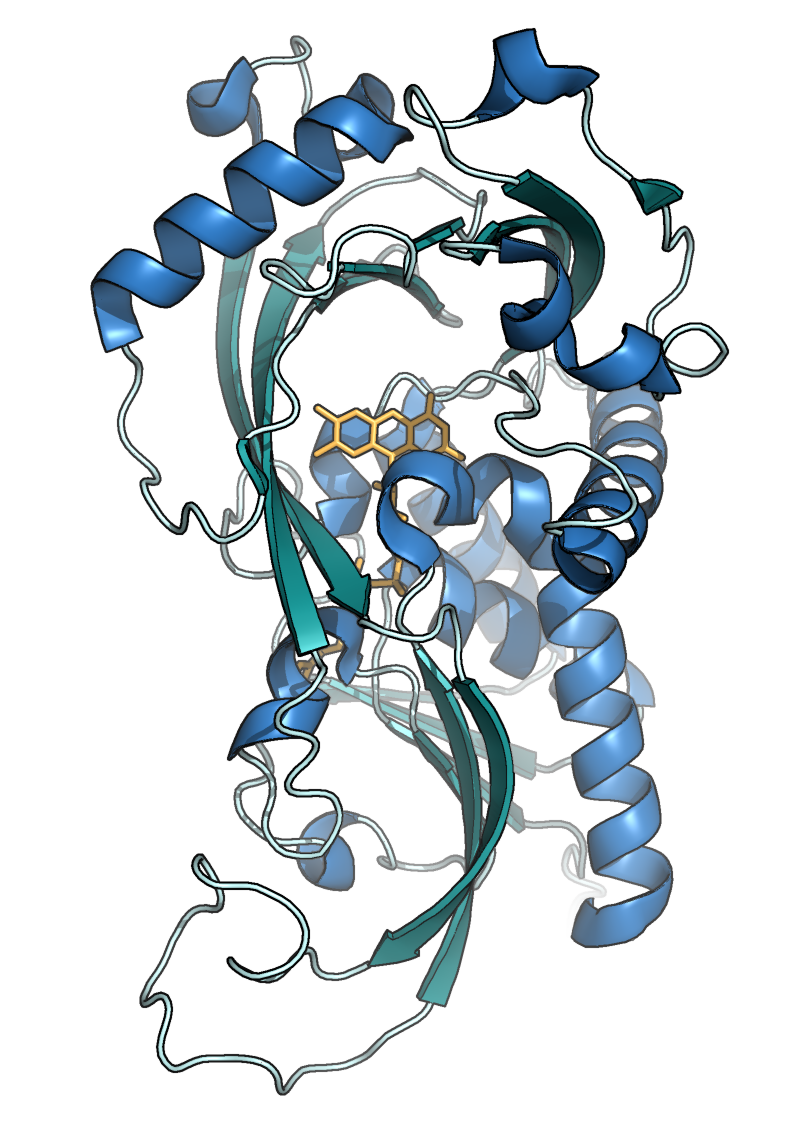

أكسيداز الحمض الأميني D (اختصاراً DAAO) (ملاحظة 1) هو إنزيم ينتمي إلى عائلة الأكسيدازات، ويقوم على المستوى الجزيئي بدور أكسدة الأحماض الأمينية D إلى الأحماض الإيمينية الموافقة، مع تشكل الأمونيا وبيروكسيد الهيدروجين.
يُعبَّر عن DAAO جينياً في عدد كبير من الأحياء، وذلك من الخميرة إلى الإنسان.
تعد الجينات المسؤولة عن تشكل DAAO من الجينات المرشحة للدراسة المفصلة؛ إذ توجد صلة وصل بينه وبين أعراض مرض الفصام على سبيل المثال.